# Huwelijksdwang
Huwelijksdwang gebeurt wanneer een persoon zonder haar of zijn toestemming of tegen haar of zijn wil wordt uitgehuwelijkt, vaak door familieleden. Een zodanig tot stand gekomen huwelijk heet een gedwongen huwelijk. Het verschilt van een gearrangeerd huwelijk, waarbij individuen met eigen toestemming worden uitgehuwelijkt.

## Huwelijkse gevangenschap en achterlating
Een verwant begrip is huwelijkse gevangenschap: dit is de situatie dat, na het (vrijwillig) sluiten van een formeel of informeel religieus huwelijk, de ene partner het huwelijk wil beëindigen, maar daarvoor niet de benodigde toestemming krijgt van de andere partner en dus gedwongen wordt het huwelijk voort te zetten. Ook al kan het burgerlijk huwelijk ontbonden worden, blijft soms het religieuze huwelijk (meestal islamitisch, joods of hindoeïstisch) de facto in stand als de man de wens van zijn echtgenote, om het huwelijk te beëindigen, niet respecteert. Volgens Shirin Musa (Femmes for Freedom) 'maken mannen die vrouwen in huwelijkse gevangenschap houden zich schuldig aan chantage, polygamie, dreigen met geweld/eerwraak, mishandeling, ontvoering van kinderen en ze eisen hun vrouwen seksueel op'. Familie- en jeugdjurist dr. Naomi Spalter (Vrije Universiteit Amsterdam) wees erop dat orthodox-joodse vrouwen een groot probleem voor hun nageslacht hebben als hun partner weigert te scheiden: 'Start zij een nieuwe relatie, dan is zij overspelig; eventuele kinderen uit die nieuwe relatie krijgen een aparte status. Dat betekent dat zij alleen mogen huwen met partners met zo'n zelfde status. Dat loopt door tot de negende generatie.'
Een ander verwant fenomeen is achterlating, waarbij een partner (soms met kinderen) wordt gedwongen om op een locatie te verblijven, terwijl de andere partner naar het buitenland vertrekt.

## Nederland
In Nederland is huwelijksdwang strafbaar; daders riskeren sinds 2015 2 jaar gevangenisstraf. Voor de invoering van de Wet tegengaan huwelijksdwang 2015 was de straf 9 maanden.
Een onderzoek van Stichting Platform Islamitische Organisaties Rijnmond (SPIOR) uitgevoerd in 2005–2007 in Rijnmond, Gouda en Amsterdam wees uit dat onder Nederlandse moslimjongeren het vinden van een partner zeer belangrijk wordt gevonden, waarbij ouders vaak een doorslaggevende rol spelen. Meisjes staan onder druk om zo jong mogelijk en als maagd te trouwen en zich daarna zedig te gedragen; een gescheiden vrouw heeft al minder 'marktwaarde' omdat zij geen maagd meer is. Een overtreding van deze islamitische regels kan de vermeende familie-eer aantasten en resulteert niet zelden in eergerelateerd geweld. In 2006 waren er in de gemeente Rotterdam 30 gevallen van eergerelateerd geweld, in 2007 ruim 93, vooral in de wijken Delfshaven, Feijenoord en Charlois waar veel moslims wonen.
Volgens het rapport Zo zijn we niet getrouwd (2014) waren er in Nederland destijds tussen de 674 en 1914 slachtoffers van huwelijksdwang.
De Wet tegengaan huwelijksdwang heeft als belangrijkste punten een verbod op kindhuwelijken en polygame huwelijken en het moeilijker maken van het neef-nichthuwelijk door hier een verklaring onder ede aan te verbinden.
Aanhangig in de Eerste Kamer is de Wijziging van het Wetboek van Burgerlijke Rechtsvordering, het Burgerlijk Wetboek en enige andere wetten (tegengaan huwelijkse gevangenschap en enige andere onderwerpen) die aan art. 1.68 BW toevoegt:
"Een partij bij een religieuze of levensbeschouwelijke verbintenis is gehouden tot het verlenen van medewerking aan het teniet doen gaan van die verbintenis indien een andere partij daarom verzoekt, tenzij dit gelet op zwaarwegende belangen in redelijkheid niet kan worden gevergd."

## België
In België zijn gedwongen huwelijken verboden, meer bepaald door de wet van 25 april 2007, die in het Strafwetboek een artikel 391sexies met een gevangenisstraf invoerde, en in het Burgerlijk wetboek een artikel 146ter waarbij dwang of geweld het huwelijk ongeldig maken. In latere wetgeving werd het verbod ook uitgebreid tot schijnhuwelijken.
Uit een bevraging van het Instituut voor de Gelijkheid van Vrouwen en Mannen aan ambtenaren van de burgerlijke stand uit 2022, bleek dat bijna een kwart van hen aangaf jaarlijks geconfronteerd te worden met een mogelijke situatie van een gedwongen huwelijk.